# Tomapoderopsis pici
Tomapoderopsis pici es una especie de coleóptero de la familia Attelabidae.

## Distribución geográfica
Habita en China.